# 小間使の日記
『小間使の日記』（こまづかいのにっき）或いは『メイドの日記』フランス語原題: Le Journal d’une femme de chambre）は、オクターヴ・ミルボーの小説。1900年刊。

## 成立過程
この小説の初稿は、1891年10月20日から1892年4月26日にかけ、『エコー・ド・パリ』に連載。ミルボーは当時、深刻な精神的な、結婚生活上の危機に直面し、無力感にさいなまれ、一般的な小説形式、ことに自分の連載小説に嫌気がさしたと述べている。したがって、自作を本にしたのは、物語をドレフュス事件の時期に設定し、完全な改作を行った9年後の、1900年7月であった。このドレフュス事件で、彼はかつてないほど人間嫌いに陥った。

## あらすじ
セレスチーヌの日記はまず、解体と非神話化の見事な企てである。ミルボーはそこである侍女に語らせているが、これは本質的にすでに体制破壊的である。彼女は鍵穴から世界を見、自分の主人たちの「精神的奇形」をすこしも見逃さない。館の主人や奥様がセレスチーヌにピカピカの長靴を履かせフェティシズム快楽の虜になる姿を冷めた目で見つめる。ミルボーはわたしたちを、富商たちの店の奥や、「上流」社会の舞台裏の、社会から隠された現実の中核に、入りこませ、そののぞき屋と化せしめる。彼は権力者たちの体面というマスクをはぎ取り、彼らの汚れた下着をあさり、気取りと傲慢なしかめ面の陰に隠された、悪事の数々を狩りだす。そして徐々にわれわれを、セレスチーヌの懲らしめの罪状報告に共感させる。「不良がどんなにあさましいとしても、けっして上流人士ほどではない」。要するに、彼はつまるところ偽善のビキニショーツにすぎない羞恥心に、なんら顧慮することなく、むき出しにされた人間心情の内幕とその血膿の奥底をわれわれに暴露する。かくして彼は1877年に自ら定めた目標―社会をして「メデューサに向き合わせ」「自らを嫌悪」させるという目標を実現する。

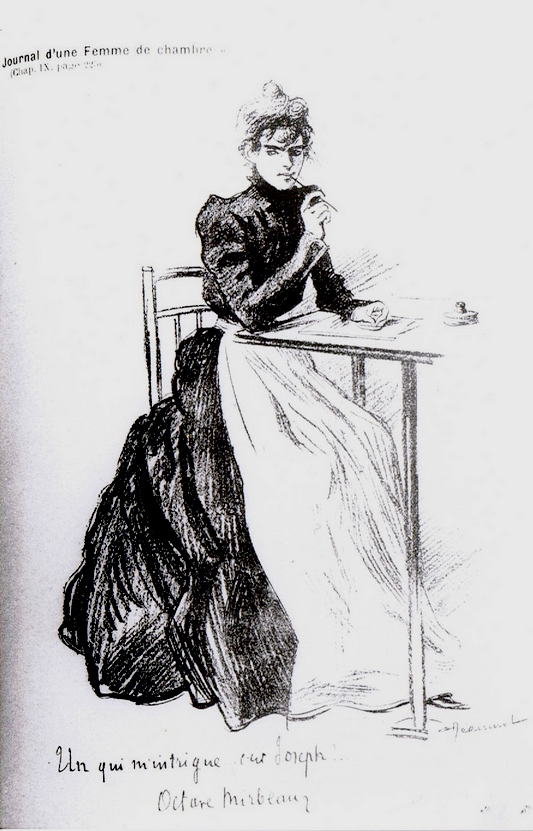

この小説はしたがって、社会という地獄への、いわば訓育的な探検として構想されている。この地獄においては強者の掟が支配する。勝ち誇る社会的ダーウィニズムは結局ジャングルの掟の永続にすぎず、ほとんどそれに劣らず野蛮で、しかもはるかに偽善的である。富者の「鉄のかかと」は、ジャック・ロンドンが述べているように、思うまま賦役を課し得る被搾取者の無定形集団を情け容赦なく押しつぶす。この集団については、受け取るべき給金を貰っていないというので、セレスチーヌが警視に訴え出ると、彼はこう言明する―「無政府化」の危険を冒さないよう、激しい非難の声もあげず、黙って血を吸われる以外の権利は、彼らにはないのだ、と。
　ダーウィン主義者の主張するような優者どころか、捕食者たちは、感受性・美的感動・道義心・精神生活の欠落、そして批判的精神の欠落によって、否定的にしか定義されえない。フロベールそしてボードレールにつづき、ミルボーはブルジョワを精神的醜悪・知的低俗そして情愛と官能の荒廃の権化とした。ランレール家の人々は、滑稽な名字（Lanlaire だが 仏語でVa te faire lanlaire! というと、「とっととうせろ」の意味になる）だが、生けるプロトタイプである。

## 主要なテーマ

### 社会的正義の作品
ブルジョワ社会の最も度し難い卑劣さのひとつは奴隷制度の現代的な形態である召使制度である。「奴隷制度はもう存在しないといわれる。ああ、それは真っ赤な嘘だ！　それに召使いが、奴隷でないなら、いったい何だろう？...道義的卑劣、余儀なき腐敗、憎悪を生む反抗について、奴隷制度のともなう一切を有するのだから、事実上の奴隷だ」。そして現代の奴隷の密売人は、破廉恥ながら合法的な、口利き屋というあっせん所であり、それらはいわゆる「慈善的」、あるいは「博愛的」団体に引き継がれ、神の名で、あるいは近しい者への愛を盾に、新たな奴隷の汗と血によって咎めも受けずに肥え太る。
- 召使は階級から脱落した「はぐれ」者、「化け物じみた、人間の雑種」であり、もはや「自らが属していた民衆」ではなく、まただからといって「自らが暮らしまた目指すブルジョワジー」にも属さない。
- 不安定さが彼女の運命である。小間使いは主人の気まぐれによって、たらいまわしにされる。
- 彼女たちはそろばん片手にこき使われる。
- 彼女たちは在宅のセックス・ワーカーとして―欲求不満の亭主たちのはけ口、筆おろしの世話をし、家に引き留めなければならない息子らの、道案内として扱われる。
- 彼女たちは、ゆるぎなき良心の持ち主である主人らによって、何かにつけ侮辱される。彼らは奉公人を畜生あつかいするのだ。
- 彼女たちは雇い主によりイデオロギー的に疎外されている。したがって同じ武器では戦えない。というのは反抗と解放の希望をあたえる知的な糧が見出せないから。

したがって、ミルボーは虐げられた者たちが、悲惨な状況を自覚する手助けをすると同時に、恒常的なこの恥辱を終わらせるために、為政者が介入せざるをえなくなるような騒ぎを、世論に惹起しようとする。規則のもとでの濫用を、そして美しい見場の下に意外な社会的悲惨を、我々が発見せざるをえないようにしながら、「この世の貧しき者と苦しめる者たち」に深い憐れみを表明する。ゾラが彼にしたためているように、彼はそれらの人々に、「自らの心」を与えた。
非人間的な社会秩序にたいするこの嫌悪と反抗は、永続する実存的嘔吐感に根づいている。そして支配層の道徳的腐敗は世界的な腐敗を反映し、そこからあらゆる生命が芽ばえる。「『小間使の日記』からは肉の腐敗と魂の退廃のたまらぬ匂いが発散し、それがこの作品を死の雰囲気の下においている」とセルジュ・デュレは書いている。「エントロピーの法則が肉体を支配している」－そして魂も。ここでは人間の服する条件のもたらす悲劇は、日常性の言及されるあらゆるせつなに、その日常性が有する空虚で、卑俗でしかも下劣な一切のうちに湧き出る。セレスチーヌが苦しむ「倦怠（アンニュイ）」はアンドレ・コント-スポンヴィルが指摘するように「虚無の体験」である。サルトルよりもはるか前、ミルボーはわたしたちに真の実存的「嘔吐（ノゼ）」を引き起こそうとつとめたのだ。

### エクリチュールによるセラピー
しかしながら、作品の雰囲気がどれほど息苦しくかつ病的なものであり、否応なく腐敗と虚無に運命づけられた人類の展望が、どれほど絶望的なものであっても、いま一度、拷問としてのエクリチュールは甘美なセラピーに変貌する。世界弁証法のあらたな例証。嘔吐の原因が元気を与え喜びにみちたものと化す。われわれの欠陥を並べ立てると楽しみの渦が広がる。絶望の底から、馬鹿げた生活をしのぎやすくする、改善の意思が明確に現れる。嘔吐は「上昇」と社会参加に不可欠の第一段階にすぎない。そしてミルボーは、ボードレールのように、よそに晴朗さを、さらには精神的開花を求めるように、泥の中に、腐乱死体の中に、「瘴気」の中に我々の首を突っ込ませるだけなのだ。

## 日本語訳
- オクターヴ・ミルボー 著、山根政義 訳『或る小間使の日記 4版』改造社、1923年。OCLC 672440452。全国書誌番号:43055348。
- ミルボオ 著、岡野かをる 訳『小間使の日記 前・後篇』春陽堂〈世界名作文庫〉、1932年。全国書誌番号:47031951。
- オクターブ・ミルボウ 著、岡野馨 訳『小間使の日記』小山書店、1951年。OCLC 47527703。全国書誌番号:51002311。- 永井順が、岡野馨訳の、時勢のため削除されていた部分も訳出、全面的な見直しを行い、巻末に「著者の言葉」を載せている。
- ミルボー 著、岡野馨・永井順 訳『小間使の日記 上・下』新潮社〈新潮文庫〉、1951年。全国書誌番号:52005618。
- ミルボー 著、山口年臣 訳『小間使の日記 上巻』角川書店〈角川文庫〉、1956年。OCLC 674464733。全国書誌番号:56013525。
- ミルボー 著、山口年臣 訳『小間使の日記 下巻』角川書店〈角川文庫〉、1956年。OCLC 674234647。全国書誌番号:56003437。
- ミルボー 著、高橋昌久 訳『メイドの日記 上・下』京緑社〈マテーシス古典翻訳シリーズ〉、2023年。

なお、ルイス・ブニュエル監督の映画『小間使の日記』では、雑誌『アートシアター』第40号 (1966.4) で特集を組んでいる。
内容は、シナリオ、荻昌弘（作品研究「小間使の日記」）、渡辺一民（三つの日づけ―98年と34年と64年）、林玉樹（ブニュエルの執念）、松本俊夫（ランボオとマルクスの統一　ルイス・ブニュエルの根底にあるもの）、永井順（原作について）、戸張智雄（ノルマンディーと靴）などが掲載。

## 映像化作品
- ジャン・ルノワールの小間使の日記（原題：The Diary of a Chambermaid）：1946年のアメリカ合衆国の映画。ジャン・ルノワール監督、ポーレット・ゴダード主演。
- 小間使の日記（原題：Le Journal d'une femme de chambre）：1964年のフランス・イタリア合作映画。ルイス・ブニュエル監督、ジャンヌ・モロー主演。
- あるメイドの密かな欲望（原題：Journal d'une femme de chambre）：2015年のフランス・ベルギー合作映画。ブノワ・ジャコ監督、レア・セドゥ主演。